# Операція «Літані»
Операція «Літані» (івр. מבצע ליטני)  — збройний конфлікт у Південному Лівані в березні 1978 року в ході Ізраїльсько-ліванського конфлікту. Операція розпочалася ізраїльськими збройними силами шляхом вторгнення на південь Лівану до річки Літані у відповідь на різанину на Прибережній дорозі поблизу Тель-Авіва, вчинену палестинськими бойовиками, що базувалися в Лівані. Конфлікт призвів до загибелі 1100—2000 ліванців і палестинців, 20 ізраїльтян і внутрішнього переміщення від 100 000 до 250 000 осіб у Лівані. Армія оборони Ізраїлю здобула військову перемогу над Організацією визволення Палестини, оскільки остання була змушена відступити з південного Лівану, ізраїльтяни позбавили її можливості здійснювати напади на Ізраїль з-за сухопутного кордону з Ліваном.
19 березня 1978 року у відповідь на початок бойових дій Рада Безпеки ООН прийняла резолюції 425 і 426, в яких закликала Ізраїль негайно вивести свої війська з Лівану та заснувала Тимчасові сили ООН в Лівані (UNIFIL).

## Історія

### Передумови
З 1968 року групи бойовиків, які сформували Організацію визволення Палестини (ОВП) та інші палестинські групи, утворили квазідержаву на півдні Лівану, використовуючи її як базу для нападів на цивільні цілі на півночі Ізраїлю, а також для терористичних нападів на ізраїльські діаспори та інших цілі по всьому світу. Надалі, кількість палестинців біля Лівану ще більше збільшилася після поразки палестинських груп від йорданських сил безпеки під час конфлікту «Чорного вересня» і вигнання ОВП з Йорданії у 1970 році (якщо 1967 року їх було 170 тис., то в 1971 році стало понад 300 тис., а в 1973 році — до 400 тис.)
Палестинська політична сила почала перегруповуватися в південному Лівані та знову перемістила фокус своїх атак на ізраїльські цілі, причому через ізраїльсько-ліванський кордон. Ізраїль відповів на атаки палестинців з Лівану широкими повітряними нальотами на бази операцій ОВП.
Внаслідок ізраїльських повітряних атак з 1968 по 1977 роки деякі палестинські міста й табори на півдні Лівану були повністю зруйновані. За оцінками, до жовтня 1977 року близько 300 000 біженців — переважно ліванських мусульман-шиїтів — втекли з південного Лівану. Ескалація конфлікту між Ізраїлем і ОВП посилила політичну напругу в Лівані між переважно пропалестинським мусульманським населенням з одного боку та проізраїльським маронітським християнським і друзьким населенням з іншого, що ще більше посилило чинники, які розпалили громадянську війну в Лівані 1975—1990 років.
До середини 1970-х років, в умовах дестабілізації обстановки та початку громадянської війни в Лівані, його південна частина між річкою Літані та північним кордоном Ізраїлю виявилася «під безроздільним контролем ОВП», її також називали «Фатхленд». В результаті, ця територія Лівану перетворилася на «головну оперативну базу терористичної діяльності проти Ізраїлю та світового єврейства (так само як і в оперативну та навчальну базу світового терору)».
У листопаді 1977 року перестрілка призвела до загибелі кількох людей по обидві сторони ізраїльсько-ліванського кордону та призвела до бомбардування Ізраїлем цілей у південному Лівані, внаслідок чого загинуло 70 осіб, переважно ліванців.
Безпосередньою причиною ізраїльського вторгнення стала різанина на Прибережній дорозі, що сталася 11 березня 1978 року поблизу Тель-Авіва. Того дня 11 палестинських членів ФАТХ на чолі з 18-річною дівчиною-бойовиком Далаль Муграбі вирушили з Лівану до Ізраїлю, де вони вбили американського туриста на пляжі, перш ніж викрасти автобус на Прибережній дорозі поблизу Хайфи; пізніше група також викрала другий автобус, який прямував до Тель-Авіва. Після тривалої погоні та перестрілки 38 ізраїльських цивільних, у тому числі 13 дітей, були вбиті та 76 поранені.

### Ізраїльське вторгнення
14 березня 1978 року Ізраїль розпочав операцію «Літані» у відповідь на теракт. Заявлені цілі полягали в тому, щоб витіснити палестинських бойовиків, зокрема ОВП, від кордону з Ізраїлем, а також підтримати союзника Ізраїлю на той час, армію Південного Лівану, яка протистояла нападам на ліванських християн і євреїв і через безжальні обстріли північного Ізраїлю. Територія на південь від річки Літані, за винятком Тіру, була захоплена та окупована в ході тижневого наступу.
Операція почалася з повітряного, артилерійського та морського бомбардування, після чого піхотні та бронетанкові сили ЦАХАЛу чисельністю близько 25 000 солдатів вступили на територію південного Лівану. Ізраїльтяни спочатку захопили смугу землі завглибшки приблизно 10 кілометрів, розпочавши атаки на всі позиції ОВП, що були уздовж ізраїльсько-ліванського кордону. Сухопутні війська силами двох дивізій наступали одночасно по всьому фронту. Десантники висадилися з гелікоптерів, щоб захопити всі мости на річці Літані, відрізавши можливість відступу ОВП, а пізніше просунулися на північ до річки Літані.
ЦАХАЛ не зумів розгромити велику кількість сил ОВП, які відступили на північ. Багато ліванських мирних жителів були вбиті внаслідок потужних ізраїльських обстрілів та повітряних ударів, що також спричинило значні матеріальні збитки та внутрішнє переміщення значної кількості людей. За словами Августа Річарда Нортона, професора міжнародних відносин Бостонського університету, в результаті військової операції ЦАХАЛ загинуло приблизно 1100 осіб, більшість з яких палестинці та ліванці. Відповідно до звітів ЦАХАЛу та внутрішнього розслідування, щонайменше 550 втрат були палестинськими бойовиками, які спочатку утримували лінію фронту та були вбиті під час наземної операції ЦАХАЛ. За іншими даними близько 2000 ліванців і палестинців були вбиті.
За оцінками, кількість людей, переміщених через військові дії, коливається щонайменше від 100 000 до 250 000. Частка сирійських військ, що дислокувалися на території Лівану, перебувала в зоні видимості ЦАХАЛу, але участі в бойових діях не стала брати. Загалом бойовики ОВП відступили на північ від річки Літані, продовжуючи обстріл ізраїльтян. ЦАХАЛ використовував касетні бомби, надані США. За словами президента США Джиммі Картера, це використання касетних бомб порушило правову угоду між Ізраїлем і США, оскільки зброя була надана для оборонних цілей в разі нападу на Ізраїль. Ізраїль також передав американську зброю ліванській міліції Саада Хаддада, що стало ще одним порушенням американського законодавства. Адміністрація Картера була готова повідомити Конгрес про незаконне використання американської зброї, що призвело б до припинення військової допомоги Ізраїлю. Американський консул в Єрусалимі поінформував ізраїльський уряд про їхні плани, і, за словами Картера, прем'єр-міністр Бегін сказав, що операція завершена.